# Клён
Клён (лат. Ácer) — род древесных растений семейства Сапиндовые (Sapindaceae), ранее помещался в семейство Клёновые (Aceraceae), которое ныне рассматривается в ранге трибы Клёновые (Acereae) в составе подсемейства Конскокаштановые (Hippocastanoideae). 
Клён широко распространён в Европе, Азии и Северной Америке. В словаре В. И. Даля указано: «Клён м. родовое названье дерев Асеr, обычно разумеют A. platanoides, русский клён».

## Ботаническое описание
Большинство видов клёна представляют собой деревья 10—40 метров высотой, но среди них встречаются и кустарники 5—10 метров высотой с рядом небольших веток, растущих от основания ствола.
В основном листопадные растения, и только несколько видов из Южной Азии и Средиземноморья — вечнозелёные.
Листья супротивные, у большинства видов дланевидные (пальчатые), с нечётным количеством жилок на каждой лопасти (их количество варьирует от трёх до девяти), одна из которых проходит посередине. Лишь у немногих видов листья сложно-пальчатые, сложно-перистые, с перистым жилкованием или без лопастей.
У нескольких видов, таких как Клён серый (Acer griseum), Клён трёхцветковый (Acer triflorum), Клён маньчжурский (Acer mandshuricum) и Клён Максимовича (Acer maximowiczianum), листья тройчатые (трилистники). У клёна ясенелистного (Acer negundo) листья сложно-перистые и могут состоять из трёх, пяти, семи, редко девяти листиков. У клёна граболистного (Acer carpinifolium) листья простые и с перистым жилкованием, напоминают грабовые.

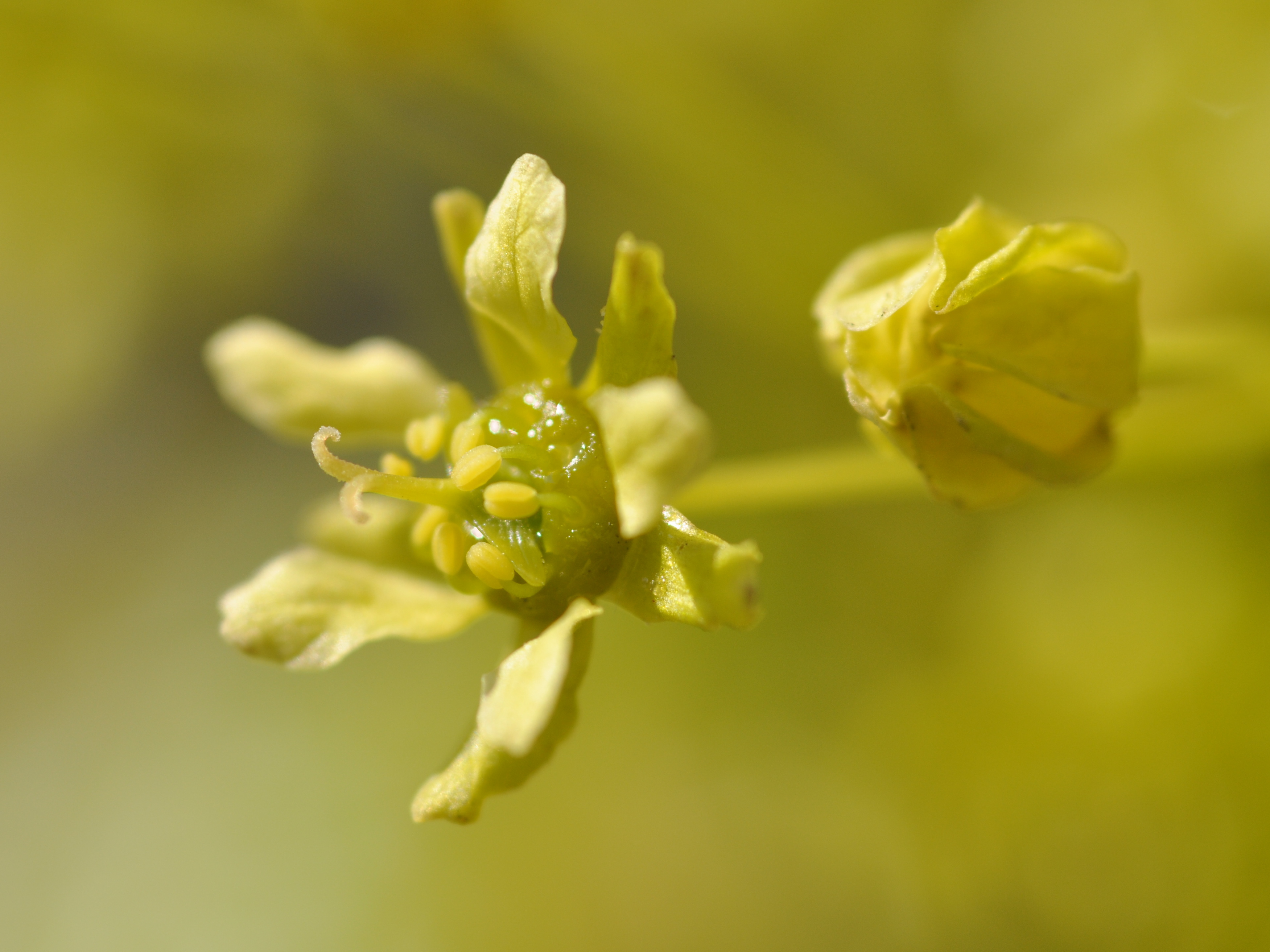
Цветок клёна остролистного с нектарным кольцом

Цветки с пятью симметрично расположенными лепестками, собраны в кисть, щиток или зонтик. Они имеют пять чашелистиков, пять лепестков от 1 до 6 мм длиной, двенадцать тычинок 6—10 мм и два пестика разных типов. Завязь расположена выше и имеет два плодолистика, чьи крылышки вытягиваются из цветка — по этому признаку легко определить, какой цветок является женским. Клёны цветут в конце зимы или ранней весной, у большинства видов сразу после появления листьев, а у некоторых и до. Цветки зелёные, жёлтые, оранжевые или красные, и хотя каждый из них очень мал, при цветении некоторых видов у человека при взгляде издалека возникает впечатление полностью цветущего дерева.
Нектарник представляет собой плоское кольцо и расположен между лепестками и тычинками:35, у клёна остролистного он простирается до завязи, и основания тычинок погружены в него:358.
Плод, называемый двукрылаткой, состоит из двух одинаковых частей и при падении вращается, унося семя на значительное расстояние. Плод созревает в промежутке от двух до шести недель после цветения.

## Распространение
Клёны широко распространены в Северном полушарии, от полярных областей Европы и Северной Америки до тропических районов Центральной Америки и Южной Азии. В основном распространены в умеренных широтах, в тропиках известны только несколько видов, а в Южном полушарии только один вид — Клён лавровый (Acer laurinum), который доходит до острова Тимор в Индонезии (10° южной широты). На территории Африки клёны присутствуют только на самом севере, вдоль побережья Средиземного моря, а в Южной Америке и Австралии отсутствуют вовсе.
На территории Российской Федерации известны около двадцати видов клёнов, среди которых широко распространены Клён остролистный (Acer platanoides), Клён татарский (Acer tataricum), Клён полевой (Acer campestre) и Клён белый, или псевдоплатановый (Acer pseudoplatanus). В основном они растут в европейской части России, а в Сибири очень распространён завезённый из Северной Америки Клён ясенелистный, или американский (Acer negundo), очень агрессивный инвазионный вид. В Красную книгу России занесён Клён японский (Acer japonicum).
Клёны в южной части ареала в основном предпочитают горные районы, поднимаясь в высоту до 3000 м над уровнем моря в Гималаях. На равнинах растёт относительно небольшое количество видов. Растут эти деревья поодиночке либо небольшими группами, самостоятельные леса образуют крайне редко.
В европейской части России растут четыре вида:
- Клён татарский (Acer tataricum L.),
- Клён белый, или псевдоплатановый (Acer pseudoplatanus L.),
- Клён полевой (Acer campestre L.) — занесён в Красную книгу Подмосковья, через которое проходит северная граница его ареала,
- Клён остролистный (Acer platanoides L.),

из которых только последний вид распространён обширно (на север — до 62°).
На Дальнем Востоке России встречаются:
- Клён мелколистный (Acer mono),
- Клён приречный (Acer ginnala),
- Клён ложнозибольдов (Acer pseudosieboldianum), в Приморском крае найден клён микрозибольдов[8], вероятно, являющийся разновидностью клёна ложнозибольдова,
- Клён-берёза, или Клён жёлтый (Acer ukurunduense) — в Приморье и Приамурье,
- Клён зеленокорый (Acer tegmentosum) и
- Клён маньчжурский (Acer mandshuricum) — в основном в Приморье,
- Клён японский (Acer japonicum) — на Курилах (Кунашир),
- Клён бородатый (Acer barbinerve Maxim.),
- Клён Чоноски (Acer tschonoskii Maxim.) — юг Сахалинской области, в Приморье растёт его подвид (?) клён Комарова,

В Крыму известны только:
- Acer campestre L.,
- Acer valum Lauth. (Acer opulifolium Vill.),
- Acer platanoides L.,
- Клён Стевена (Acer stevenii Pojark)[9].

Кавказ очень богат видами клёна — кроме перечисленных выше европейских видов, здесь также встречаются:
- Клён Траутфеттера, или высокогорный (Acer trautvetteri Medw.)
- Acer velutinum Boiss. — в России вид не отмечен,
- Клён гирканский (Acer hyrcanum Fisch. et C.A.Mey.) — Азербайджан и Дагестан,
- Клён монпелийский (Acer monspessulanum L.),
- Клён колхидский (Acer cappadocicum Gled.),
- Клён Сосновского (Acer sosnowskyi Doluch.) — включён в Красную книгу Краснодарского края.

Близкий к ложноплатановому клёну вид, Acer ambiguum Heer, известен из олигоцена в Гренландии и Шпицбергене и из миоцена на Сахалине, а в плиоценовых отложениях он найден на Алтае. Здесь же найдены близкий к Acer lobelii Ten. или тождественный с ним Acer laetum C.A.Mey. и Acer nordenskioldi Nath., который И. Ф. Шмальгаузен соединяет с современным японским клёном дланевидным (Acer palmatum Thunb.).
На территории Евразии сформировал обширный вторичный ареал также Клён ясенелистный (Acer negundo L.), родом из Северной Америки. Ранее широко использовался в России в озеленении парков, садов, скверов в городах центральных областей европейской части России, Сибири, Средней Азии и Дальнего Востока. Сейчас распространяется самосевом.

## Болезни и вредители

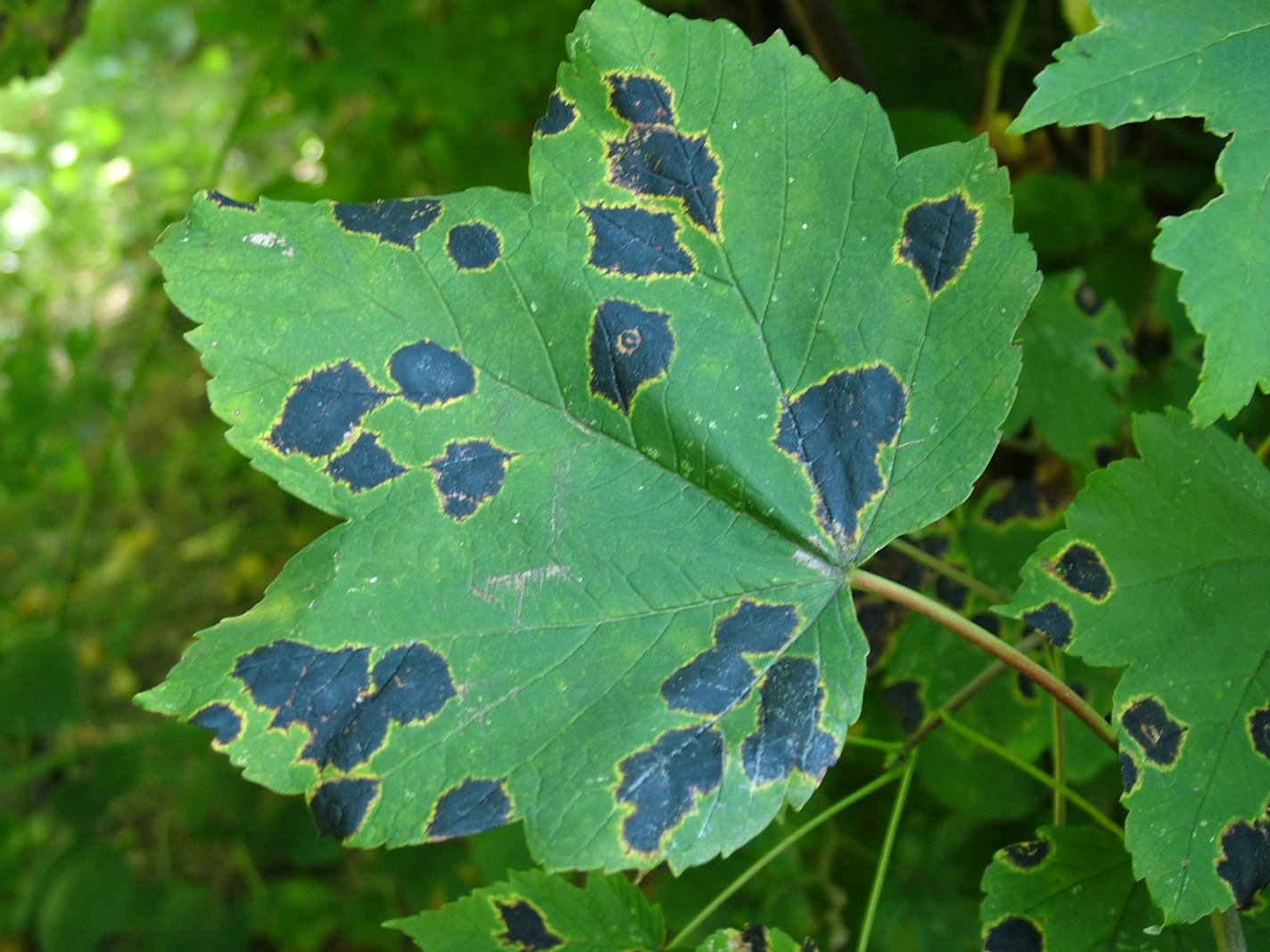
Гриб Rhytisma acerinum на листьях клёна белого

Листья клёнов поедают личинки многих видов чешуекрылых (см. Список видов чешуекрылых, питающихся клёнами). Тля также очень часто поселяется на этих деревьях. При разведении клёнов в культуре с насекомыми борются распылением диметоата.
В США и Канаде все виды клёна поражаются азиатским усачом (Anoplophora glabripennis). Результатом заражения этим вредителем стала гибель тысяч клёнов и других видов деревьев в Иллинойсе, Массачусетсе, Нью-Джерси и штате Нью-Йорк.
Клёны подвержены различным грибковым заболеваниям. Для многих характерно вертициллёзное увядание, вызванное различными видами грибков рода Verticillium, которое может наносить большой ущерб популяции клёнов. Чёрная плесень коры, вызываемая видами Cryptostroma, может убить деревья, которые подвержены стрессу из-за сухости. Изредка клёны гибнут из-за корневой гнили, вызванной видами Phytophthora или Ganoderma (Ганодерма). Поздним летом и осенью листья клёнов обычно испещрены «смоляными пятнами», причиной которых являются виды Rhytisma, и мучнистой росой, вызываемой видами Uncinula, однако эти болезни обычно не наносят существенного и долговременного ущерба здоровью деревьев.

## Использование

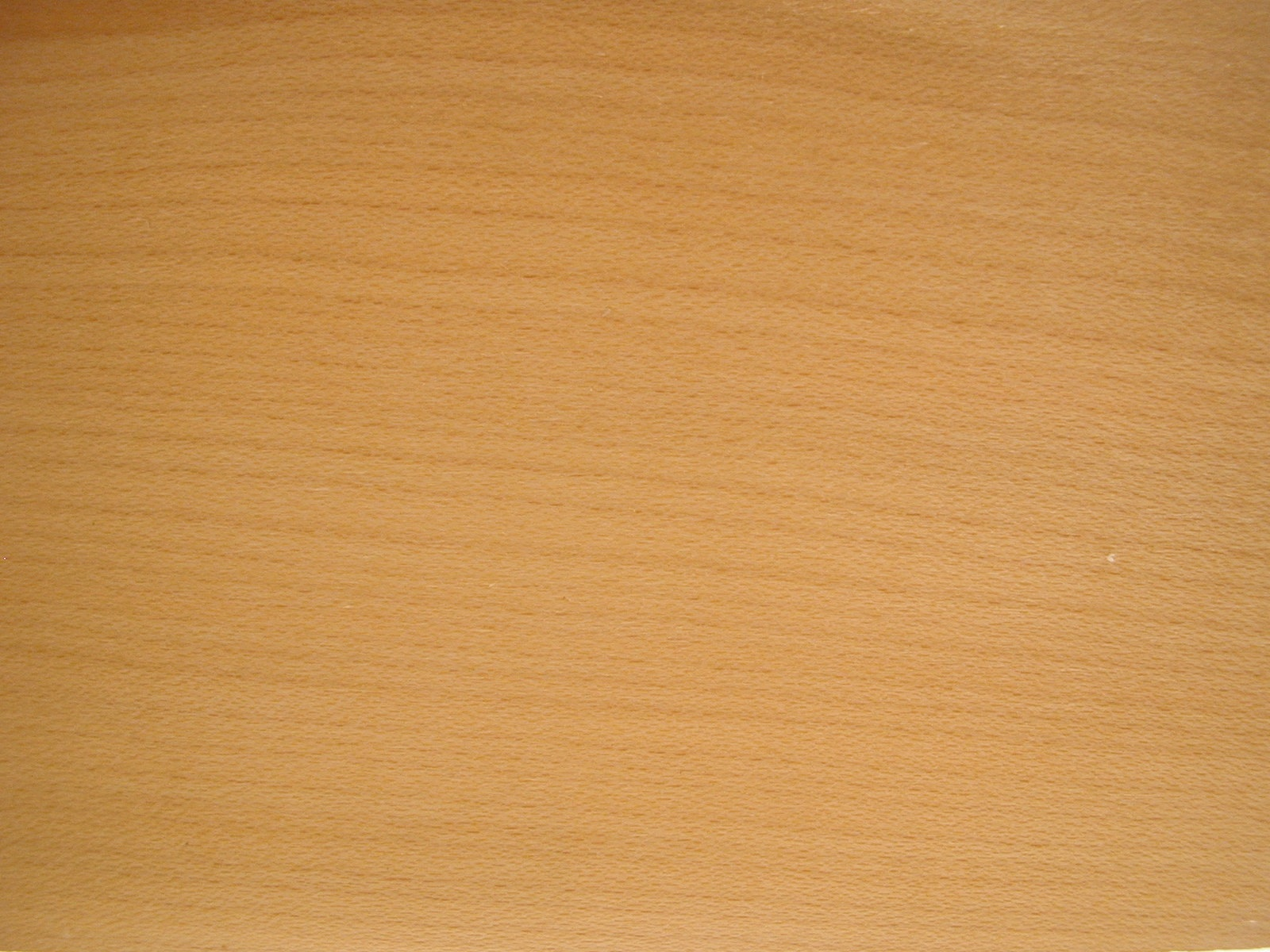
Древесина клёна

Клёны ценятся в декоративном садоводстве и паркостроении за красоту кроны, зимний цвет коры, ажурную листву, яркий осенний наряд. Почти все виды клёнов используются как декоративные деревья, часто в качестве солитера в ландшафтном дизайне.
Некоторые виды клёна используются для получения кленового сиропа и сахара. В весеннем кленовом соке содержится сахар, содержание его — 3 %. Поскольку у клёна сахарного (Acer saccharum) сок ещё слаще — более чем 4 %, — именно он используется в промышленных масштабах для производства сахара (особенно широко в Канаде, вследствие чего клён стал туристической достопримечательностью этой страны). Сок собирают обычным методом надрезки ствола, затем уваривают до сиропа. У кленового сахара свой вкус, и многие предпочитают его свекловичному и иным видам сахара.
В качестве древесины в Северной Америке используют клён сахарный, в Европе клён белый, или псевдоплатановый (Acer pseudoplatanus). Тяжёлая, твёрдая, плотная и прочная мелкопористая древесина клёна обладает красивым рисунком, формируемым узкими тёмными сердцевинными лучами, придающими ей особую декоративность. Древесина клёна использовалась в столярном деле для изготовления гнутой мебели, музыкальных инструментов (барабаны, гитары, скрипки, духовые инструменты), линеек, лыж, прялок, кулаков мельничных колёс, ружейных лож; клён шёл на сапожные гвозди, мясные колоды, ободья, топорища (лучшие — из клёна татарского). В старину из клёна мастерили кухонные приборы и вёсла. Из клёна сахарного изготавливают кегли для боулинга, бейсбольные биты (хотя и реже, чем из ясеня или гикори).
Древесина отдельных видов обладает декоративной волнистой текстурой, которую можно определить только при распиле. Её используют для производства шпона, для декоративной отделки мебели.
Клён — отличный медонос. Клёны являются важными источниками пыльцы и нектара для пчёл ранней весной. Поскольку клёны крайне важны для выживания пчёл, их часто высаживают возле пасек.
Листьями клёна питаются личинки многих видов бабочек.

## Клён в культуре
- На государственном флаге Канады имеется стилизованное изображение листа клёна, который также является национальным символом этой страны. Изображение кленового листа несёт на себе Орден Канады.
- Стилизованный кленовый лист присутствует на логотипе хоккейной команды «Торонто Мейпл Лифс».
- Изображение кленового листа также используется в логотипе компьютерной игры MapleStory.
- В России популярен романс «Клён ты мой опавший» на стихи С. Есенина.
- В России популярна песня ВИА «Синяя птица» «Клён» (Там, где клён шумит). Солист Сергей Дроздов. Первые исполнители Людмила Зыкина и ВИА «Калинка».
- В России популярна песня А. Пахмутовой на слова М. Матусовского «Старый клён», впервые прозвучавшая в фильме «Девчата» в исполнении Н. Погодина и Л. Овчинниковой.
- В советском художественном фильме 1973 года «В бой идут одни „старики“» звучит песня с припевом «Раскудрявый клён зелёный, лист резной…», по сюжету давшая одному из киногероев прозвище «Смуглянка».
- В советские годы была популярна песня «Кленовый лист» из кинофильма «Маленькое одолжение» (1984) в исполнении Н. Караченцова.
- В 2003 году был издан студийный альбом В. Леонтьева «Кленовый лист», в который вошла одноимённая песня на слова Н. Денисова.
- В Литве наклейка с кленовым листом используется для обозначения неопытного водителя (стаж вождения составляет менее 2 лет).

## Классификация

### Таксономия[11]
Acer L., 1753,  Sp. Pl. : 1054
Род Клен относится к семейству Сапиндовые (Sapindaceae) порядка Сапиндоцветные (Sapindales). Кладограмма в соответствии с Системой APG IV по состоянию на июнь 2023 года:
|  |                                      |  |                                   |                                   |                      |  | ещё 8 семейств | ещё 8 семейств     |                               |  |                                                                 |  | ещё 4 рода | ещё 4 рода |  |
|  |                                      |  |                                   |                                   |                      |  | ещё 8 семейств | ещё 8 семейств     |                               |  |                                                                 |  | ещё 4 рода | ещё 4 рода |  |
|  |                                      |  |                                   | порядок Сапиндоцветные            |                      |  |                |                    | Подсемейство Конскокаштановые |  |                                                                 |  |            |            |  |
|  |                                      |  |                                   | порядок Сапиндоцветные            |                      |  |                |                    | Подсемейство Конскокаштановые |  | 169 подтвержденных видов и 56 таксонов, ожидающих подтверждения |  |            |            |  |
|  | отдел Цветковые, или Покрытосеменные |  |                                   |                                   | семейство Сапиндовые |  |                |                    | род Клен                      |  |                                                                 |  |            |            |  |
|  | отдел Цветковые, или Покрытосеменные |  |                                   |                                   |                      |  |                |                    |                               |  |                                                                 |  |            |            |  |
|  |                                      |  | ещё 63 порядка цветковых растений | ещё 63 порядка цветковых растений |                      |  |                | еще 3 подсемейства | еще 3 подсемейства            |  |                                                                 |  |            |            |  |
|  |                                      |  |                                   | ещё 63 порядка цветковых растений |                      |  |                |                    | еще 3 подсемейства            |  |                                                                 |  |            |            |  |

### Синонимы
- Argentacer  Small
- Crula  Nieuwl.
- Euacer  Opiz
- Negundium  Raf.
- Negundo  Boehm.
- Rufacer  Small
- Rulac  Adans.
- Saccharodendron  Nieuwl.
- Sacchrosphendamnus

### Виды
По современной классификации род Клен включает 169 подтвержденных видов. В более ранних классификациях встречалось также разделение на секции с последующей разбивкой на серии:
| - секция Acer - серия Acer - серия Monspessulana - серия Saccharodendron - секция Ginnala - секция Glabra - серия Arguta - серия Glabra - секция Hyptiocarpa | - секция Indivisa - секция Lithocarpa - серия Lithocarpa - серия Macrophylla - секция Macrantha - секция Negundo - серия Cissifolia - серия Negundo | - секция Palmata - серия Palmata - серия Penninervia - серия Sinensia - секция Parviflora - серия Caudata - серия Distyla - серия Parviflora | - секция Pentaphylla - серия Pentaphylla - серия Trifida - секция Platanoidea - секция Pubescentia - секция Rubra - секция Trifoliata - серия Grisea - серия Mandshurica | - секция Wardiana |

Некоторые виды
- Acer amplum — Клён широкий
- Acer argutum — Клён острый, или Клён острозубчатый
- Acer barbinerve — Клён бородатый
- Acer buergerianum — Клён трёхраздельный
- Acer caesium
- Acer calcaratum
- Acer campbellii — Клён Кэмпбелла
- Acer campestre — Клён полевой, или равнинный
- Acer capillipes — Клён змеекорый
- Acer cappadocicum — Клён каппадокийский
- Acer carpinifolium — Клён граболистный
- Acer caudatum — Клён жёлтый
- Acer circinatum — Клён завитой[12]
- Acer cissifolium — Клён виноградолистный[12]
- Acer coriaceifolium
- Acer crataegifolium — Клён боярышниколистный
- Acer davidii — Клён Давида
- Acer diabolicum — Клён дьявольский
- Acer discolor
- Acer distylum — Клён раздельный
- Acer elegantulum
- Acer fabri
- Acer flabellatum — Клён опахаловидный
- Acer forrestii — Клён Форреста
- Acer ginnala — Клён приречный
- Acer giraldii — Клён Жиральда
- Acer glabrum — Клён голый
- Acer granatense — Клён испанский
- Acer grandidentatum — Клён крупнозубчатый
- Acer griseum — Клён серый
- Acer heldreichii — Клён Хельдрейха
- Acer henryi — Клён Генри
- Acer hersii — Клён Хирса
- Acer hyrcanum — Клён гирканский
- Acer japonicum — Клён японский
- Acer laevigatum — Клён гладкий
- Acer laurinum — Клён лавровый
- Acer laxiflorum
- Acer leucoderme — Клён белокорый
- Acer lobelii — Клён Лобеля
- Acer longipes
- Acer macrophyllum — Клён крупнолистный
- Acer mandshuricum — Клён маньчжурский
- Acer maximowiczianum
- Acer maximowiczii — Клён Максимовича
- Acer micranthum — Клён мелкоцветковый
- Acer miyabei — Клён Миябе
- Acer mono — Клён мелколистный
- Acer monspessulanum — Клён трёхлопастный
- Acer negundo — Клён ясенелистный
- Acer nigrum — Клён чёрный
- Acer oblongum — Клён продолговатый
- Acer obtusifolium — Клён туполистный
- Acer oliverianum — Клён Оливера
- Acer opalus — Клён итальянский
- Acer palmatum — Клён дланевидный
- Acer paxii
- Acer pectinatum — Клён гребенчатый
- Acer pensylvanicum — Клён пенсильванский
- Acer pentaphyllum
- Acer platanoides — Клён остролистный
- Acer pseudoplatanus L. typus[2] — Клён белый, или Явор
- Acer pseudosieboldianum — Клён ложнозибольдов
- Acer pycnanthum — Клён Хананоки
- Acer robustum
- Acer rotundilobum — Клён круглолистный
- Acer rubescens
- Acer rubrum — Клён красный
- Acer rufinerve — Клён рыжевато-жилковатый
- Acer saccharinum — Клён серебристый
- Acer saccharum — Клён сахарный
- Acer sempervirens — Клён критский
- Acer shirasawanum — Клён Ширасавы
- Acer sieboldianum — Клён Зибольда
- Acer sikkimense
- Acer sinense — Клён китайский
- Acer skutchii — Клён гватемальский
- Acer spicatum — Клён колосистый
- Acer stachyophyllum — Клён четырёхмерный
- Acer sterculiaceum — Клён Франше
- Acer syriacum — Клён сирийский
- Acer tataricum — Клён татарский, или Черноклён
- Acer tegmentosum — Клён зеленокорый
- Acer tonkinense
- Acer trautvetteri — Клён Траутветтера
- Acer triflorum — Клён трёхцветковый
- Acer truncatum — Клён усечённый
- Acer tschonoski — Клён Чоносуке
- Acer tsinglingensis
- Acer turkestanicum — Клён туркестанский
- Acer ukurunduense — Клён-берёза, или Клён жёлтый
- Acer velutinum
- Acer wilsonii — Клён Вильсона
- Acer yangbiense
- Acer zoeschense

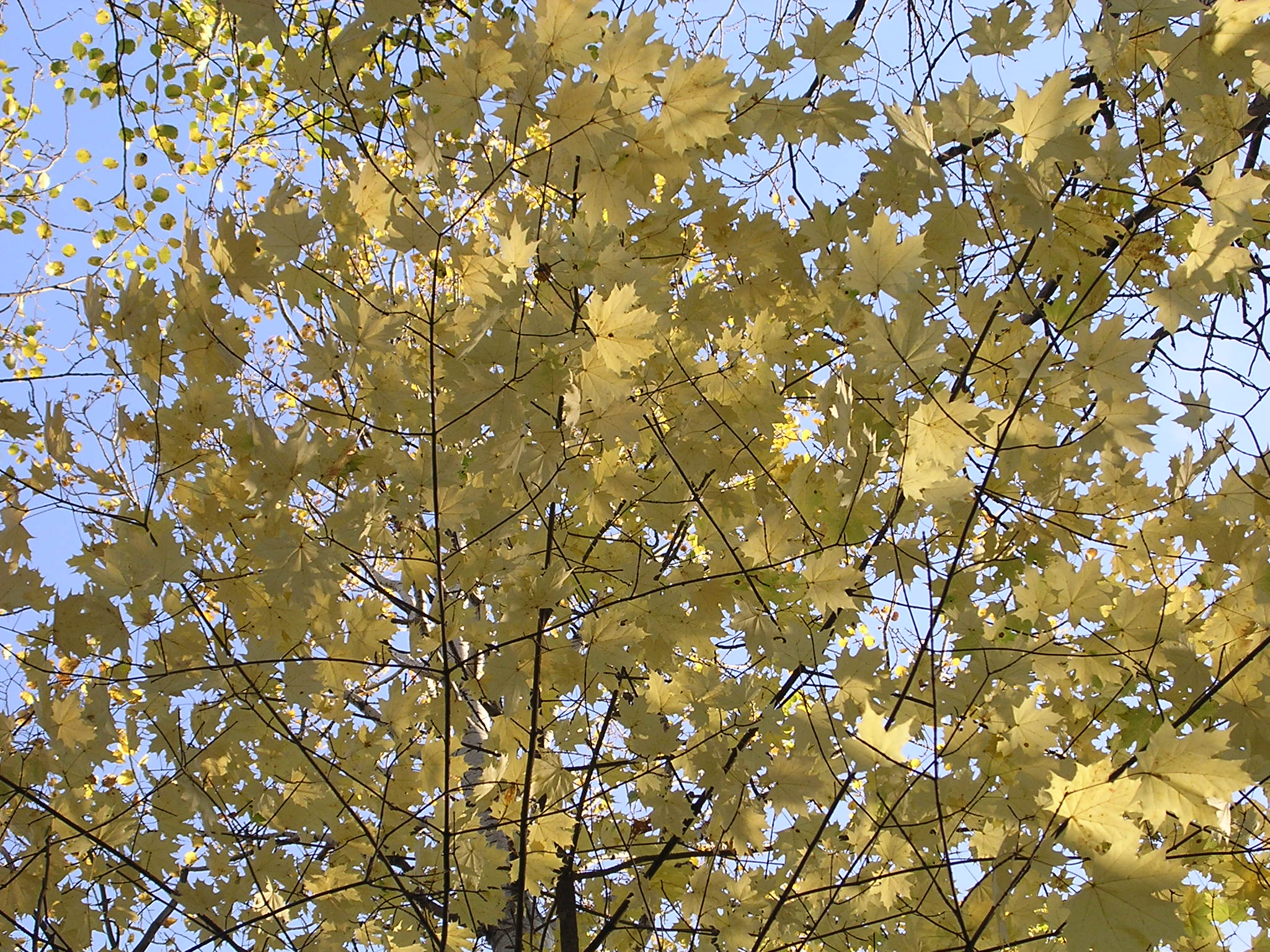
Клён остролистный
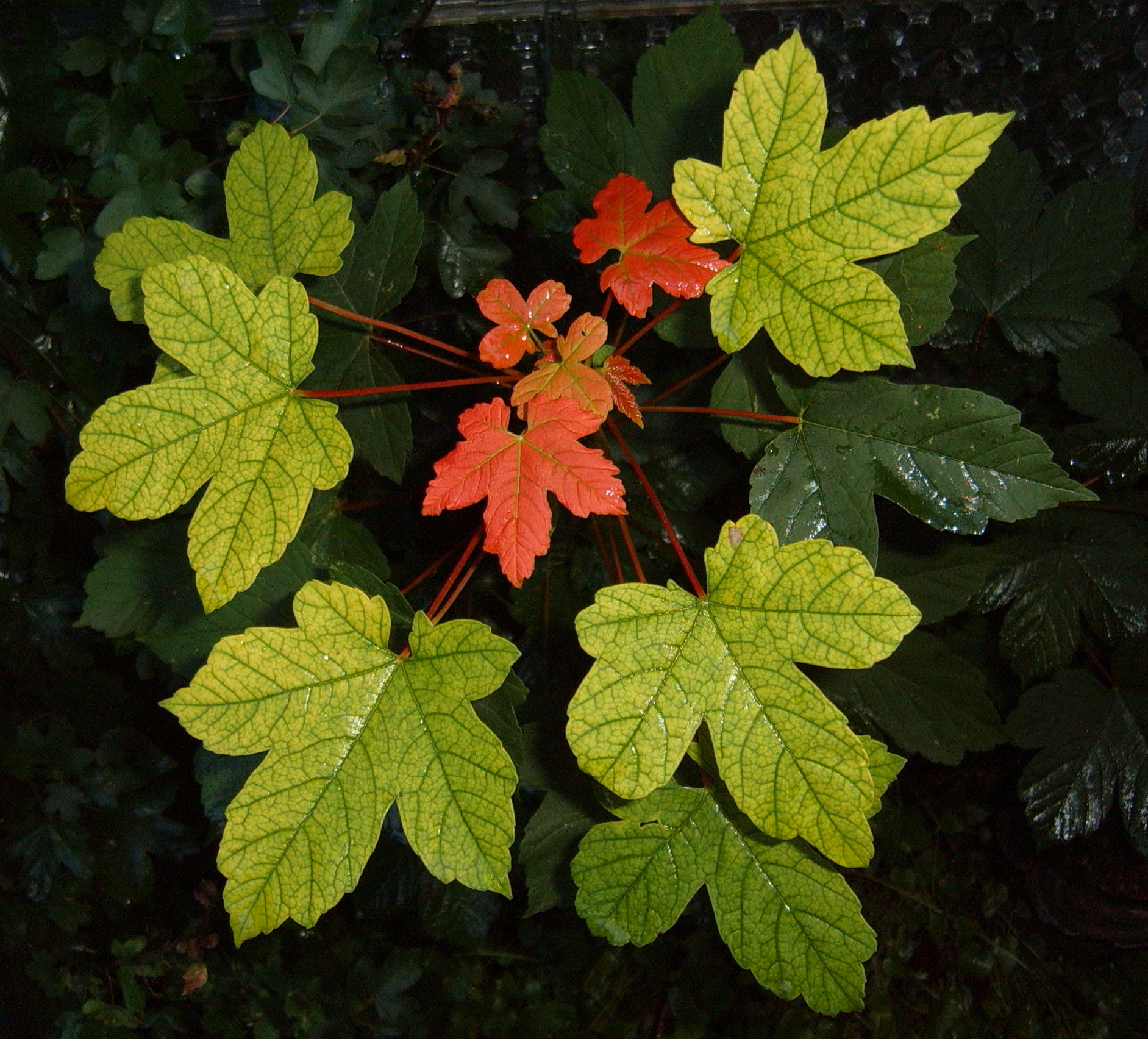
Листья белого клёна
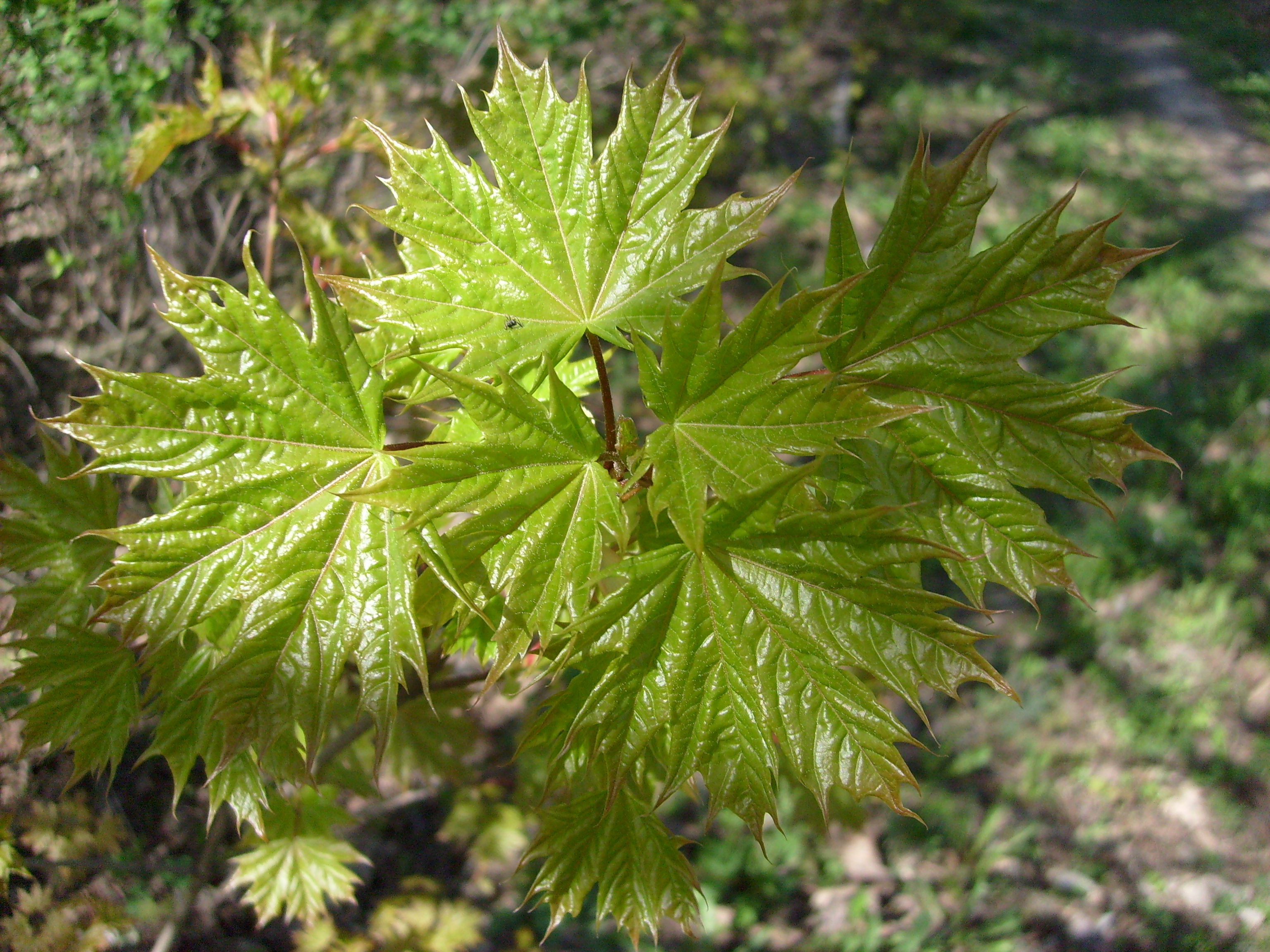
Остролистный клён весной. Москва, Южное Бутово, 29 апреля 2008 года
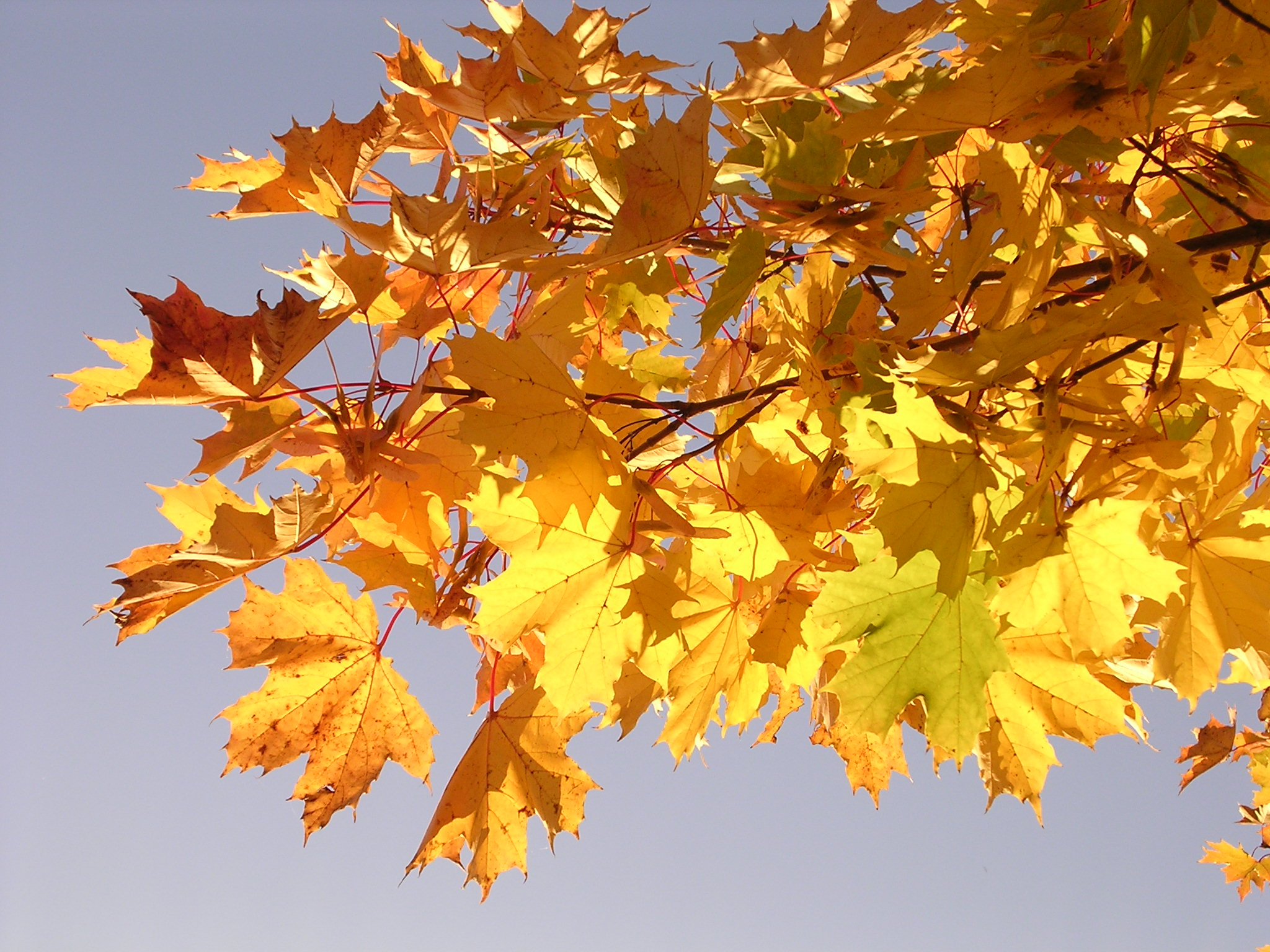
Клён остролистный осенью
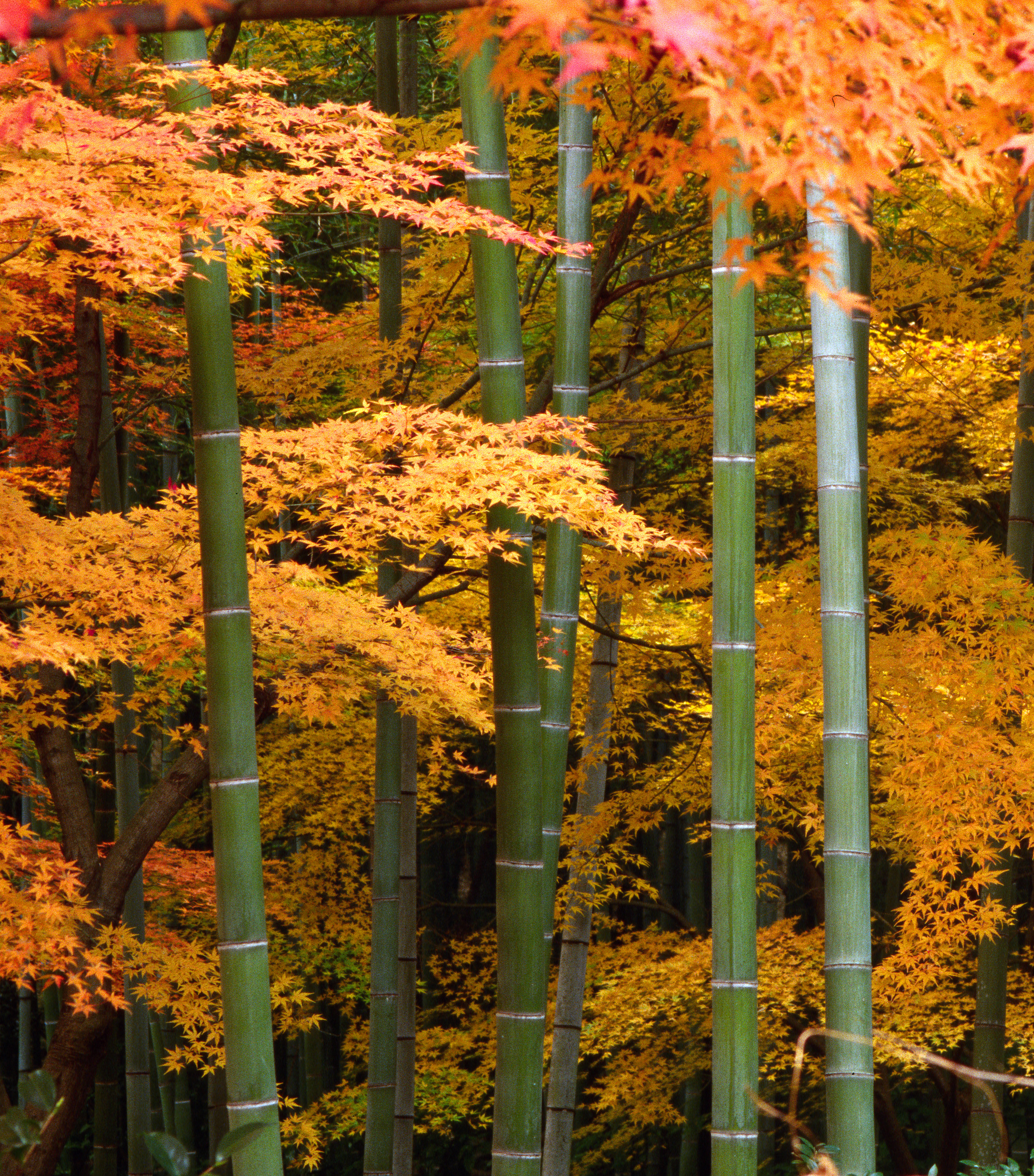
Заросли клёна и бамбука в Японии
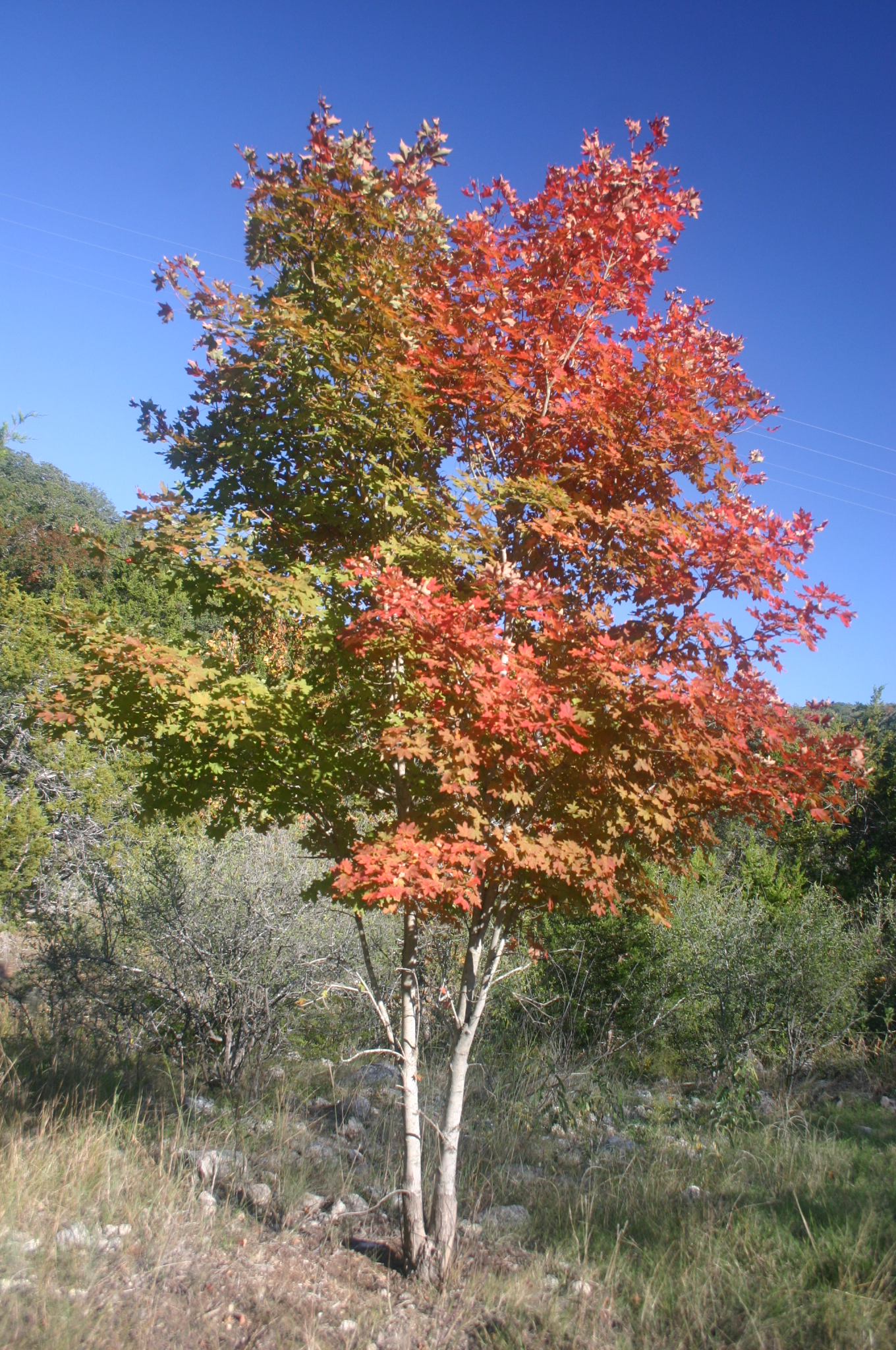
Клён крупнозубчатый